# Rizk Allah Hunajn
Rijad Rizk Allah Hunajn, Riadh Riskalla Henain (arab. رياض رزق الله حنين, Riyāḍ Rizq Allāh Ḥunayn; ur. w 1903) – egipski piłkarz, występujący na pozycji pomocnika. Uczestnik Igrzysk Olimpijskich 1924.
Zawodnik wystąpił w jednym z dwóch spotkań, jakie reprezentacja Egiptu rozegrała podczas igrzysk w Paryżu w 1924 roku, przegranym meczu ćwierćfinałowym ze Szwecją (0:5). W pierwszym meczu Egiptu na igrzyskach w 1924 roku zamiast Hunajna na boisko wybiegł Abd as-Salam Hamdi. Była to jedyna zmiana w wyjściowym składzie Egiptu pomiędzy obydwoma spotkaniami na tym turnieju.